# Cranichideae
Cranichideae es una tribu de plantas perteneciente a la subfamilia Orchidoideae dentro de la familia Orchidaceae. 
Consiste principalmente en especies terrestres, entre ellas más de seiscientos, dividida en noventa y seis géneros, repartidos en seis subtribus.
Se caracteriza por sus raíces carnosas fasciculadas, pero no tuberosas, a menudo agrupadas o distribuidas en el rizoma, sus flores contienen viscídio.  Esta tribu se divide en seis subtribus, tres de ellos formado por un solo género, Galeottiellinae, Mannielinae y Pterostylidinae. 
Tiene las siguientes subtribus:

## Subtribus y géneros
- Subtribu: Cranichidinae
  - Géneros: Baskervilla - Cranichis - Fuertesiella - Nothostele - Ponthieva - Pseudocentrum - Pseudocranichis - Pterichis - Solenocentrum
- Subtribu: Goodyerinae
  - Géneros: Anoectochilus - Aspidogyne - Chamaegastrodia - Cheirostylis - Cystorchis - Dicerostylis - Dossinia - Erythrodes - Eucosia - Eurycentrum - Evrardia - Gonatostylis - Goodyera - Gymnochilus - Herpysma - Hetaeria - Hylophila - Kreodanthus - Kuhlhasseltia - Lepidogyne - Ligeophyla - Ludisia - Macodes - Moerenhoutia - Myrmechis - Orchipedum - Papuaea - Platylepis - Platythelys - Pristiglottis - Rhamphorhynchus - Stephanothelys - Tubilabium - Vrydagzynea - Zeuxine
- Subtribu: Mannielinae
  - Géneros: Manniella
- Subtribu: Pachyplectroninae
  - Géneros: Pachyplectron
- Subtribu: Prescottiinae
  - Géneros: Aa - Altensteinia - Gomphichis - Myrosmodes - Porphyrostachys - Prescottia - Stenoptera
- Subtribu: Pterostylidinae
  - Géneros: Pterostylis
- Subtribu: Spiranthinae
  - Géneros: Aracamunia - Aulosepalum - Beloglottis - Brachystele - Buchtienia - Coccineorchis - Cotylolabium - Cybebus - Cyclopogon - Degranvillea - Deiregyne - Dichromanthus - Discyphus - Dithyridanthus - Eltroplectris - Eurystyles - Funkiella - Galeottiella - Greenwoodia - Hapalorchis - Helonema - Kionophyton - Lankesterella - Lyroglossa - Mesadenella - Mesadenus - Odontorrhynchos - Oestlundorchis - Pelexia - Pseudogoodyera - Pteroglossa - Sacoila - Sarcoglottis - Sauroglossum - Schiedeella - Skeptrostachys - Spiranthes - Stalkya - Stenorrhynchos - Stigmatosema - Thelyschista
- Subtribu: Sin asignar
  - Géneros: Aenhenrya - Danhatchia - Exalaria - Halleorchis - Helonoma - Microchilus - Microthelys - Odontochilus - Physogyne - Pseudocranichis - Rhomboda - Skeptrostachys - Stenorrhynchos - Svenkoeltzia - Veyretia